# Лампрехт, Карл
Карл Лампрехт (нем. Karl Lamprecht; 25 февраля 1856, Йессен — 10 мая 1915, Лейпциг) — немецкий историк. Был профессором в Бонне, Марбурге и Лейпциге. Один из первых ученых, разработавших систематическую теорию психологических факторов в истории.

## Биография
Карл Готтард Лампрехт родился 25 февраля 1856 года, в Йессене, земля Саксония-Анхальт. Был третьим ребёнком в семье, среди старших братьев Хуго (1845—1854) и Георга (1856).
В период с 1874 по 1879 год изучал историю, политологию, экономику и искусство в университетах Геттингена, Лейпцига и Мюнхена. В 1878 году Лампрехт защитил докторскую диссертацию в Лейпцигенском университете на тему «Французская экономика XI-го века». Определённое влияние на Лампрехта оказала работа швейцарца Якоба Буркхардта «Культура Италии в эпоху Возрождения», что подвигало Карла к написанию книги «Индивидуальность и её постижение в немецком средневековье» (нем. Aeber Individualität und Verständnis für dieselbe im deutschen Mittelalter) в 1878 году. В 1879 году он обучался в Кёльне и преподавал в местной гимназии имени Фридриха Вильгельма. В 1881 году Лампрехт переехал в Бонн, где он издавал журнал по истории и искусству в Западной Германии (1882) и стал сооснователем «Общества по изучению Рейнской истории» (1883). В 1890 году преподавал в Марбургском университете, а через год стал профессором истории в Лейпцигском университете. Главной работой Лампрехта стало двенадцатитомное сочинение «История германского народа».

## Оценки
Индийский мистик и философ Ауробиндо Гхош в работе «Человеческий цикл» (1914—1920) отзывается об идеях Лампрехта следующим образом:
...И вот в довоенной Германии, стране рационализма и материализма, которая в течение последних полутора веков была ещё колыбелью новой мысли и оригинальных учений - хороших и плохих, благотворных и разрушительных, один самобытный учёный создал и явил свету первую психологическую теорию истории. Первым попыткам на новом поприще редко сопутствует полный успех, и немецкий историк, создавая свою теорию, напал на блестящую идею, однако не сумел ни развить её более детально, ни достаточно глубоко исследовать. Он по-прежнему не мог освободиться от представлений о крайней важности экономического фактора, и, кроме того, его теория, как и вся европейская наука, соотносила, классифицировала и упорядочивала явления куда более успешно, чем объясняла. Тем не менее в её основной идее заключена глубокая истина, некое прозрение, поэтому имеет смысл рассмотреть некоторые из её положений, особенно в свете восточной мысли и опыта.

Создатель теории, Лампрехт, взяв за основу европейскую и, в частности, немецкую историю, предположил, что человеческое общество проходит в своём развитии через определённые чётко различимые психологические стадии, которые он называет соответственно символистической, типической, конвенциональной, индивидуалистической и субъективистской. Таким образом, человеческое общество - любая нация и цивилизация - в своём развитии воспроизводит некий психологический цикл. Очевидно, что подобные классификации грешат излишней жесткостью и подменяют витки и зигзаги природы прямой линией ума. Психология человека и человеческих обществ слишком сложна и объединяет слишком много разносторонних и противоречивых тенденций, чтобы подвергать её точному и формальному анализу такого рода. Да эта теория психологического цикла ничего и не говорит нам о том, каков глубинный смысл сменяющих друг друга периодов, чем вызвана необходимость таких смен, какова конечная цель всего процесса. И всё же для того, чтобы понять природные законы Разума или Материи, необходимо разложить их действие на известные нам элементы, основные составляющие, главные силы, даже если в реальной жизни их выделить невозможно.

## Сочинения
На русский язык частично переведён его фундаментальный труд «Deutsche Geschichte» («История германского народа», М., 1894) в 12 томах.
1. Beiträge zur Geschichte des französischen Wirtschaftslebens im XI Jahrh (Лпц., 1878);
2. Initialornamentik des VIII—XIII Jahrh (1882);
3. Deutsches Wirtschaftsleben im Mittelalter (1886);
4. Skizzen zur rhein. Geschichte (1887);
5. Die römische Frage von König Pippin bis auf Kaiser Ludwig den Frommen (1889) и др.